# Promenadeplatz
Promenadeplatz ở München là một công trường dài hình chữ nhật theo hướng đông-tây giữa Maffeistraße và Pacellistraße trong Kreuzviertel của Phố cổ.

## Lich sử
Trước đây tại chỗ này từ thế kỷ 15 là một nhà bán muối (Salzstadel) của thành phố, bị phá hủy vào năm 1778. Sau đó nó được sử dụng như là một khu đất diễu hành và dược đặt tên Paradeplatz và từ năm 1804 trở thành một công trường xanh. Nó có tên như hiện nay kể từ đầu thế kỷ 19. Dưới thời Đức Quốc xã nó được gọi là Ritter von Epp-Platz.
Trong công trường có 5 bức tượng được dựng lên: Tượng Lorenz Westenrieder, tượng Orlando-di-Lasso, tượng đài tuyển hầu tước Max Emanuel, đài tưởng niệm Christoph Willibald Gluck và tượng Maximilian Joseph Graf Montgelas. Ngoài ra đáng đề cập tới là khách sạn Bayerischer Hof, tòa nhà trước đây là Palais Montgelas.
Một điều lạ là bức tượng di Lasso được trang trí bởi các người hâm mộ kể từ cái chết của Michael Jackson với các áp phích, hoa và nến mộ, vì Jackson nhiều lần lưu trú tại Munich ở tại khách sạn Bayerischer Hof.